# Transformada de Hough
A Transformada de Hough é uma técnica matemática que realiza a detecção de formas geométricas em imagens digitais. Em sua forma original a transformada de Hough foi elaborada por Paul Hough em 1962. Sua primeira concepção estava baseada na localização de retas. Posteriormente, a transformada de Hough foi estendida para possibilitar a localização de outras formas geométricas que possam ser parametrizadas, tais como círculos e elipses. A transformada de Hough utilizada majoritariamente hoje em dia pode ser atribuída a Duda, R e Hart, P (1972).